# Ahrensit
Ahrensit (IMA-Symbol Ahr) ist ein sehr selten vorkommendes Mineral aus der Mineralklasse der „Silikate und Germanate“ mit der Endgliedzusammensetzung γ-Fe2(SiO4) und damit chemisch gesehen ein Eisensilikat. Strukturell zählt Ahrensit allerdings wie sein Mg-Analogon Ringwoodit (Mg2SiO4) einerseits zu den Inselsilikaten und andererseits zur Spinell-Supergruppe. Entsprechend kann die chemische Zusammensetzung auch in der für Spinelle üblichen Formelschreibweise mit SiFe2O4 angegeben werden.
Ahrensit kristallisiert im kubischen Kristallsystem, konnte jedoch bisher nur in mikrokristalliner Form an den Korngrenzen von im Meteoritenmaterial eingeschlossenen Olivinkristallen entdeckt werden. Im Auflichtmikroskop erscheint Ahrensit durchscheinend bläulichgrün. Er kann aber auch farblos sein.

## Etymologie und Geschichte
Die synthetische Entsprechung von Ahrensit (γ-Fe2SiO4) wurde bereits 1974 dargestellt und durch Takehiko Yagi, Fumiyuki Marumo und Syun-Iti Akimoto strukturell analysiert.
Als natürliche Mineralbildung konnte Ahrensit erstmals am 18. Juli 2011 nahe Tissint in der marokkanischen Provinz Tata niedergegangenen, gleichnamigen Marsmeteoriten entdeckt werden. Neben dem Ahrensit fanden sich auch Chenmingit (IMA 2017-036) und Tissintit (IMA 2013-027) erstmals in diesem Meteoriten. Die Untersuchung des Meteoriten und Erstbeschreibung des neu entdeckten Minerals erfolgte im Team durch Chi Ma, John R. Beckett, George R. Rossman, Oliver Tschauner, Yang Liu, Stanislav V. Sinogeikin, Jesse S. Smith und Lawrence A. Taylor. Den Namen Ahrensit wählten die Forscher zu Ehren des Caltech-Geophysikers Thomas J. Ahrens (1936–2010) im Gedenken an seine bahnbrechenden und grundlegenden Beiträge zur Hochdruck-Mineral-Physik und Planetenwissenschaften, von denen viele zur Interpretation von Schock-Effekten in natürlichen Gesteinen und synthetischen Materialien genutzt werden.
Die Untersuchungsergebnisse zur Erstbeschreibung des Minerals und dessen gewählter Name wurden 2013 zur Prüfung bei der International Mineralogical Association (IMA) eingereicht (interne Eingangs-Nr. der IMA: 2013-028), die den Ahrensit als eigenständige Mineralart anerkannte. Die Publikation der Erstbeschreibung erfolgte 2016 in der Fachzeitschrift Geochimica et Cosmochimica Acta.
Das Typmaterial des Minerals, das sich in den Abschnitten UT1, UT2 und UT3 (2013 von Baziotis et al. auch als MT-1, -2 und -3 bezeichnet) wird in der Meteoriten-Sammlung des Frank H. McClung Museums an der University of Tennessee in Knoxville, USA aufbewahrt.

## Klassifikation
Die strukturelle Klassifikation der IMA zählt den Ahrensit zur Spinell-Supergruppe, wo er zusammen mit Brunogeierit, Filipstadit, Qandilit, Ringwoodit, Tegengrenit und Ulvöspinell die Ulvöspinell-Untergruppe innerhalb der Oxispinelle bildet.
Ahrensit wurde erst 2013 von der IMA als eigenständige Mineralart anerkannt. In der seit 1977 veralteten 8. Auflage der Mineralsystematik nach Strunz taucht das Mineral daher nicht auf. Auch eine genaue Gruppen-Zuordnung in der 9. Auflage der Strunz’schen Mineralsystematik, deren letzte Aktualisierung mit der Veröffentlichung der IMA-Liste der Mineralnamen 2009 vorgenommen wurde, ist aus diesem Grund bisher nicht bekannt.
Einzig im zuletzt 2018 erschienenen „Lapis-Mineralienverzeichnis“, das sich aus Rücksicht auf private Sammler und institutionelle Sammlungen allerdings noch nach der klassischen Systematik von Karl Hugo Strunz in der 8. Auflage richtet, erhielt das Mineral die System-Nr. VIII/A.6-30. In der „Lapis-Systematik“ entspricht dies der Klasse der „Silikate und Germanate“ und dort der Abteilung „Inselsilikate mit [SiO4]-Gruppen“, wo Ahrensit zusammen mit Ringwoodit und Wadsleyit die unbenannte Gruppe VIII/A.06 bildet.

## Chemismus
Die Endgliedzusammensetzung der Mischreihe Ahrensit–Ringwoodit Fe2SiO4 besteht aus 54,81 Gew.-% Eisen sowie 13,78 Gew.-% Silicium und 31,41 Gew.-% Sauerstoff.
Sieben Elektronenstrahlmikroanalysen am Typmaterial aus dem Tissint-Meteoriten ergaben allerdings eine durchschnittliche Zusammensetzung von 43,8 % FeO, 34,9 % SiO2, 21,1 % MgO und 0,75 % MnO sowie Spuren von TiO2, Al2O3, CaO, Na2O, K2O und Cr2O3. Auf der Basis von 4 Sauerstoffatomen lautet die empirische Zusammensetzung entsprechend (Fe1.06Mg0.91Mn0.02)Si1.01O4, die zu (Fe,Mg)2SiO4 vereinfacht wurde.

## Kristallstruktur
Ahrensit kristallisiert isotyp mit Ringwoodit im kubischen Kristallsystem in der Raumgruppe Fd3m (Raumgruppen-Nr. 227) mit dem Gitterparameter a = 8,1629(2) Å sowie 8 Formeleinheiten pro Elementarzelle.

## Bildung und Fundorte
Ahrensit bildet sich durch die Umwandlung fayalitreicher Ränder von Olivinkristallen und anderen eisenreichen Einsprenglingen in Kontakt mit Schockschmelztaschen. Als Begleitminerale konnten in den analysierten Dünnschliffen neben den bereits genannten Mineralen Ringwoodit, Olivinen und Pyroxenen noch Bridgmanit, Ilmenit, Pigeonit und Wüstit sowie das durch Impaktmetamorphose entstandene Glas Maskelynit und darin den Pyroxen Tissintit entdeckt werden.
Seine Typlokalität ist der Marsmeteorit Tissint aus der Gruppe der Shergottite innerhalb der Klasse der Achondrite, das heißt, er gehört zu den primitiven Steinmeteoriten und besteht hauptsächlich aus einer feinkörnigen Pyroxen-Grundmasse ohne eingelagerte Silikatkügelchen (Chondren).
Außer Tissint sind bisher (Stand 2018) nur noch der im Autonomen Kreis der Tschuktschen im russischen Föderationskreis Ferner Osten entdeckte Meteorit Khatyrka und der in der gleichnamigen Stadt im Randall County des US-Bundesstaates Texas entdeckte Meteorit Umbarger als Fundorte für Ahrensit dokumentiert.